# Raghib an-Naschaschibi

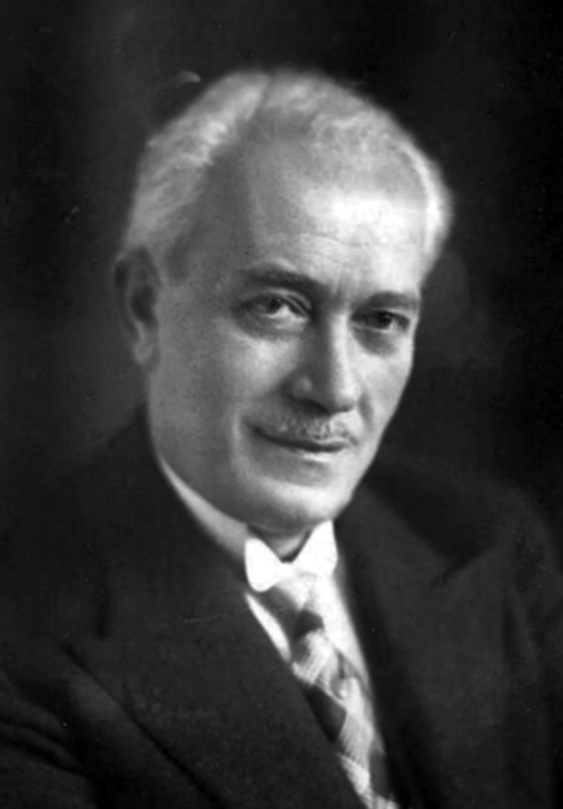
Raghib an-Naschaschibi

Raghib an-Naschaschibi (arabisch راغب النشاشيبي, DMG Rāġib an-Našāšībī; auch Ragheb an-Naschaschibi; bei überwiegender Nichtberücksichtigung der Sonnenbuchstaben-Regel auch al-Naschaschibi; * 1881; † April 1951) war ein arabischer Notabler und Bey in Palästina. Er wurde nach den Nabi-Musa-Unruhen 1920 als Ersatz für den beim britischen Gouverneur in Ungnade gefallenen Musa Kazim al-Husaini als Bürgermeister von Jerusalem eingesetzt und war nach seiner Abwahl ab Dezember 1934 Vorsitzender der Nationalen Verteidigungspartei (Hizb al-Difaʿ al-Watani). Nach dem ersten arabisch-israelischen Krieg (Palästinakrieg) 1948 wurde er jordanischer Minister. Jordaniens König verlieh ihm den Titel Ragheb Pascha.

## Leben
Im Osmanischen Reich rivalisierten verschiedene einflussreiche Familien um Ämter und Einfluss in Jerusalem. Die muslimischen Naschaschibis waren neben den Khalidi, Alami und Husseini eine dieser Familien, womit Raghib an-Naschaschibi in die Elite der palästinensisch-arabischen Gesellschaft geboren wurde. Er schloss ein Ingenieurstudium an der Universität Istanbul ab und wurde Distriktsingenieur in Jerusalem zur Zeit der osmanischen Herrschaft. 1912 wurde er ins Osmanische Parlament gewählt. Die Familie konnte ab den 1920er Jahren hauptsächlich in ländlichen Gebieten einigen Rückhalt in der Bevölkerung gewinnen. Allgemeine Wahlen fanden in dieser Zeit jedoch nicht statt. Für die 1910er Jahre ist Naschaschibi als Mitglied von zwei Freimaurerlogen (Barkai-Loge) verzeichnet. Die Familie Naschaschibi investierte in den Bau von Häusern im Jerusalemer Stadtteil Scheich Dscharrah.

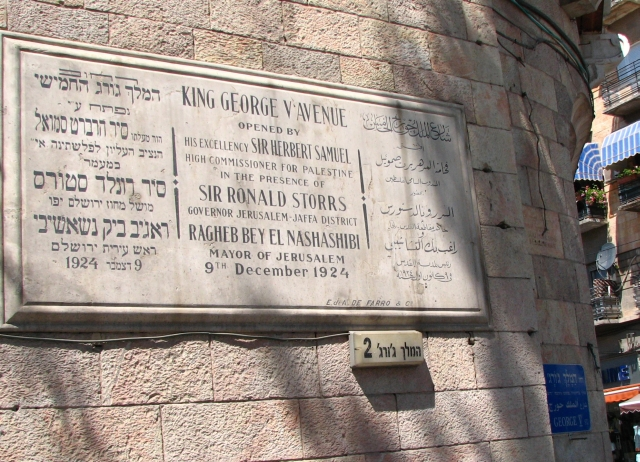
King-George-Straße in Jerusalem, eingeweiht 1924 in Anwesenheit von Herbert Samuel, Ronald Storrs und Bürgermeister an-Naschaschibi

1920 löste er Musa Kazim al-Husaini aus der rivalisierenden Familie Husaini als Bürgermeister von Jerusalem im britischen Mandatsgebiet ab. Nachdem es in den Wochen nach dem 6. Arabischen Kongress in Jaffa 1923 zu Verstimmungen mit den Hussaini gekommen war, weil ein Mitglied der Familie Hussaini den Vorsitz im Obersten Islamischen Rat übernahmen hatte, gab Raghib an-Naschaschibi im November 1923 die Gründung seiner ersten Partei, der Palästinensischen Arabisch-Nationalen Partei (al-Hizb al-Watani al-Arabi al-Filastini), bekannt. Hilfe leistete ihm dabei der Jerusalemer Zweig der Familie al-Dajani. Die Mitglieder waren als Muaradah bekannt, bei der Wahl in den Obersten Islamischen Rat verbuchten sie 1926 etwa die Hälfte der Sitze. Raghib an-Naschaschibi gehörte der Partei wegen seiner Rolle als Bürgermeister jedoch nicht selbst an. Naschaschibis Verständigungsversuch mit dem Zionisten Chaim Arlosoroff scheiterte daran, dass Naschaschibi anders als dieser an die Palästinenser als das Volk der Juden und Araber glaubte.
1934 gründete der durch Hussein Fakhri al-Khalidi als Jerusalemer Bürgermeister abgelöste Naschaschibi die Nationale Verteidigungspartei (Hizb al-Difa' al-Watani). An der Gründungsveranstaltung der Partei in Jaffa nahmen rund 1000 Personen teil, unter ihnen befanden sich auch zahlreiche Christen. Naschaschibi war 1936 ein Gründungsmitglied des Arabischen Hohen Komitees. Vor dem Hintergrund der Dekolonialisierung der arabischen Welt und des Zionismus in Palästina wurde Naschaschibi zu einer der Führungsfiguren der Opposition gegen Amin al-Hussaini, den Großmufti von Jerusalem. Er bündelte politische Kräfte überwiegend im Norden Palästinas, hauptsächlich in Akkon und Nablus, wo sich die Bevölkerung durch al-Hussaini nicht vertreten fühlte und unterhielt gute Beziehungen zu Abdallah ibn Husain I. Der griechisch-orthodoxe Dichter und Journalist Bulus Shehadeh unterstützte Naschaschibis Politik in seiner Zeitung Mirat es-Shark. Hussaini reagierte im März 1935 mit der Gründung der Arabisch-palästinensischen Partei (Hizb al-Arabiyya al-Filastiniyya). Mit Vizepräsident Alfred Rock gehörte jedoch auch dieser Partei ein prominenter griechisch-katholischer Christ aus Jaffa an.
Die einflussreiche Jaffaer Familie al-Dajani, mit deren prominentesten Vertreter Hassan Sidqi al-Dajani (ermordet im Oktober 1938) war mit den Naschaschibi verbündet. Dajani wurde Sekretär der Nationalen Verteidigungspartei. Auch die den griechisch-orthodoxen Christen Jaffas nahestehende Zeitung Filastin, die Jerusalemer Gewerkschaft Arab Workers Society (AWS) und der Literaturklub al-Muntada al-Adabi, von Jamil al-Husaini, Naschaschibis Neffe Fakhri an-Naschaschibi, Mahmud ʿAziz al-Khalidi sowie dem bereits genannten Hasan Sidqi al-Dajani, waren der von Naschaschibi angeführten Opposition freundlich gesinnt und versuchten, die öffentliche Meinung in ihrem Sinne zu beeinflussen.
Raghib an-Naschaschibi war in zweiter Ehe mit der aus Rhodos stammenden Jüdin Palumba Naschaschibi verheiratet. Im Familienverband der Naschaschibi war durch seine Führungsrolle in AWS und al-Muntada auch Fakhri an-Naschaschibi, im Juli 1934 Gründer der AWS, einflussreich, der jedoch schon im November 1941 in Bagdad ermordet wurde. Fakhri hatte zu Beginn des Krieges eine Schrift gegen den Nazis veröffentlicht. Seine Ermordung war in der deutschen Propaganda gefeiert worden. Auch zur Familie zählte der Dichter und Redner Isaf an-Naschaschibi, der der Jerusalemer Sektion des Komitees für Einheit und Fortschritt angehört hatte, und der Journalist Nasser ad-Din Naschaschibi. Ein Familienmitglied heiratete 1940 Esther Weiner, eine Nichte des hebräischen Schriftstellers Samuel Agnon, dessen Familie die Beziehung aber missbilligte und die Beziehung zu Esther abbrach. Indes verbreitete der Autor Albert Londres in Frankreich die Lüge, Naschaschibi sei ein blutrünstiger Judenmörder.
Seine Amtsführung war von Korruption begleitet. Auch wenn sich seine Partei formal antibritischer Forderungen bediente, näherte sie sich in Sachfragen häufig britischen Interessen an und war an einem wirtschaftlich stabilen Umfeld interessiert. Jüdische Wähler hatten ihn mit einem Stimmenanteil von 88 % (Muslime 85 %, Christen 75 %) in der Wahl für seine zweite siebenjährige Amtszeit von 1927 gegen den von Amin al-Husseini aufgestellten Mitbewerber Arif al-Dadjani unterstützt, wurden aber in ihren Forderungen enttäuscht. Sie entzogen ihm 1934 die Gefolgschaft und verhalfen Hussein Fakhri al-Khalidi zum Bürgermeisteramt, der jedoch den jüdischen Vizebürgermeister Daniel Auster ganz entmachtete. 
Während des Arabischen Aufstands von 1936–1939 unterstützte der Nashashibi-Clan die Mandatsmacht durch Aufstellung einer paramilitärischen Einheit verhandlungsbereiter Nationalisten, den Fasa'il as-Salam unter Fakhri Abd al-Hadi von den Briten „Peace Bands“ genannt. Großbritannien bewaffnete diese. Sie dienten meist dem Selbstschutz arabischer Dorfbewohner gegen Geldforderungen Aufständischer und bildeten sich aus enttäuschten Deserteuren von bewaffneten Gruppen. Eine prononciert islamische Politik, wie sie Hussaini betrieb, vertrat Naschaschibi nicht. Im Juli 1937 wurden alle arabischen Parteien Palästinas, mit Ausnahme von Raghib an-Naschaschibis Nationaler Verteidigungspartei, von der britischen Mandatsverwaltung verboten, was Naschaschibi viel Ansehen kostete. Als Folge des Aufstands ging die Bedeutung der Naschaschibi deutlich zurück, die Hussaini gingen hingegen gestärkt aus den Ereignissen hervor. Vom 7. Februar bis 17. März 1939 waren Mitglieder des Familienverbands der Nashashibi an der ergebnislosen Londoner St.-James-Konferenz vertreten. Raghib und Fakhri an-Naschaschibi unterstützten am 30. Mai 1939 das dritte britische Weißbuch und verurteilten den arabischen Terrorismus.
Ende 1947, kurz vor dem Palästinakrieg, gelang es den Hussainis, Raghib an-Naschaschibi und seine Familie aus dem Arabischen Hohen Komitee zu drängen. Naschaschibi, der bereits vor dem Krieg einen Anschluss an Transjordanien angestrebt hatte, wurde nach dem Krieg jordanischer Minister. Er war zunächst als Gouverneur des Westjordanlandes für palästinensische Flüchtlinge zuständig. Am 5. Januar 1951 wurde er Hüter der beiden Harams in Jerusalem und Hebron. Das Amt, das ihn zum Oberintendanten des Haram al-Scharif im von Jordanien beanspruchten und administrativ integrierten Ostjerusalem machte, war jedoch nur symbolischer Natur. 1950 wurde er Landwirtschaftsminister. Das vom König angebotene Amt des Ministerpräsidenten Jordaniens hatte er abgelehnt. Naschaschibis Neffe Nassereddin an-Naschaschibi wurde jordanischer königlicher Kammerherr. Naschaschibi starb nach erfolgloser Behandlung im Auguste Viktoria Hospital im April 1951 an Krebs und wurde im Garten seiner Villa beerdigt. Die Villa in der heutigen Naschaschibi-Straße musste dem Bau des Jerusalemer Ambassador-Hotels weichen.